# Bain & Company
Bain & Company er en amerikansk management consulting-virksomhed med hovedkvarter i Boston, Massachusetts. De har 15.000 ansatte og omsætter for 6 mia. USD.
Bain & Company blev etableret i 1973 af tidligere Group Vice President for Boston Consulting Group Bill Bain og hans kollegaer inklusiv Patrick F. Graham. Bill Bain etablerede i 1984 et virksomheds-spin-off som blev til Bain Capital, der arbejder med investeringer.